# Kropfbach (Loisach)
Der Kropfbach, im Unterlauf zwischen Bartlmämühle und Mündung in die Loisach Mühlbach genannt, ist ein rechter Zufluss zur Loisach in Oberbayern.
Er entsteht aus Gräben an den Nordhängen des Eckleiten, verlässt das bergige Gelände in Richtung des Murnauer Mooses. Dort passiert er die Bartlmämühle und wird nur noch Mühlbach genannt. Anschließend unterquert er die A 95 und mündet von rechts in die Loisach.